# Benedikt Posch
Benedikt Posch (Gries, 8 marzo 1922 – Innsbruck, 29 giugno 2001) è stato un giornalista e editore austriaco.

## Vita
Posch nacque a Gries (che oggi fa parte del comune di Bolzano, ma che fino al 1925 era comune a sé), ultimo di cinque figli di Edmund Georg e Maria Langer. Posch frequentò le scuole di base a Gries, per proseguire gli studi alla Kaufmännische Wirtschaftsschule (scuola commerciale) di Mehrerau presso Bregenz. Nel 1938 intraprese l'apprendistato presso la stamperia Ferrari-Auer di Bolzano, ma nel 1939, in seguito agli accordi di Berlino sulle opzioni, poiché cittadino austriaco (o meglio, dopo l'Anschluss, cittadino del Reich) fu costretto ad abbandonare l'Alto Adige.
Tra il 1939 e il 1942 fu dapprima apprendista poi aiuto libraio a Recklinghausen, nella Renania Settentrionale-Vestfalia. Nel 1941, dopo un anno di studi alla Reichsschule des Deutschen Buchhandels (Scuola del Reich per i librai tedeschi) di Lipsia, aveva superato l'esame di abilitazione alla professione.
Nel 1942 venne chiamato alle armi, e fino al termine della seconda guerra mondiale prestò servizio come interprete dall'italiano. Subito dopo il termine del conflitto sposò Cilly Clemens ad Hall in Tirol. Dal matrimonio nacquero due figli. Pochi giorni dopo il matrimonio prese servizio presso la casa editrice Tyrolia di Innsbruck. Divenne redattore nel 1946 e capo redattore nel 1948 (all'epoca, il più giovane caporedattore in Austria) della rivista Der Volksbote, che nel 1973 cambierà nome in präsent. Ricoprì questo ruolo fino alla pensione, nel 1987: quando si ritirò era il più anziano caporedattore in Austria.
Nel 1954 propose il definitivo nome alla "lega per la tutela del Sudtirolo", il Bergisel-Bund, di cui fu uno dei firmatari del suo statuto il 9 aprile dello stesso anno.
Dal 1º luglio 1970 era consigliere di amministrazione della Tyrolia, e dal 1970 al 1987 anche responsabile della casa editrice da questa controllata, che si occupa di editare i giornali.
Dal 1953 al 1956 fu il presidente, ed in seguito per un anno il vicepresidente, dell'Arbeitsgemeinschaft Katholischer Journalisten Österreichs (il sindacato dei giornalisti cattolici austriaci); dal 1957 fino al termine della carriera fu vicepresidente del Verband Katholischer Publizisten Österreichs (Associazione dei pubblicisti cattolici austriaci).
Oltre che nel giornalismo e nell'editoria, Posch fu attivo anche nel sociale, nell'associazione Lebenshilfe Tirol, che si occupa di dare sostegno ai bambini colpiti da handicap.

## Premi e benemerenze
- 1966: Croce al merito del Land Tirolo
- 1981: Decorazione d'oro al merito della Repubblica Austriaca
- 1986: Premio Leopold Kunschak - Premio per la stampa
- 1987: Ordine di San Silvestro Papa

| Controllo di autorità | VIAF (EN) 22661555 · ISNI (EN) 0000 0001 1606 8999 · GND (DE) 1161012664 |